# محمدرضا مصباح
محمدرضا مصباح (زاده اسفند ۱۳۵۴ در تهران) تهیه‌کننده، فیلمنامه‌نویس و کارگردان سینما اهل ایران است.

## زندگی
محمدرضا مصباح دانش‌آموخته رشته حقوق خصوصی در مقطع دکترا است. وی فعالیت‌های آموزشی، فرهنگی و هنری خود را از سال ۱۳۷۵ با فیلمنامه‌نویسی و تدریس آغاز نمود.
تهیه کنندگی آثاری در سینمای ایران نظیر «برمودا»، «پیلوت»، «دابلند»، «سینما شهرقصه»، «پوست»، «پروا»، «یدو» و «بی مادر» و «در آغوش درخت» از جمله فعالیت‌های وی محسوب می‌شود.
مصباح در چهار دوره پیاپی با تهیه کنندگی فیلم‌های سینمایی «سینما شهرقصه» به کارگردانی کیوان علی‌محمدی و علی اکبر حیدری، «پوست» به کارگردانی بهمن و بهرام ارک، «یدو» به کارگردانی مهدی جعفری ، «بی مادر» به کارگردانی مرتضی فاطمی و «در آغوش درخت» به کارگردانی بابک خواجه پاشا در بخش مسابقه سی و هشتمین، سی و نهمین، چهلمین و چهل و یکمین دوره جشنواره بین المللی فیلم فجر حضور داشت.
فیلم‌هایی که مجموعاً موفق به کسب ۳۴ نامزدی، دو دیپلم افتخار و هشت سیمرغ بلورین از جمله سیمرغ بلورین بهترین فیلم برای فیلم «یدو» و بهترین فیلم هنر و تجربه برای فیلم «پوست» شدند.
محمدرضا مصباح از جشنواره های بین المللی فیلم بنگلور، داکا و کراسینگ اسکرین انگلستان جایزه بهترین فیلم را برای تهیه کنندگی فیلم بی مادر دریافت نمود.
او همچنین با کارگردانی فیلم «کوچه» نامزد دریافت سیمرغ بلورین بهترین فیلم کوتاه در جشنواره سی و هشتم فجر شد.

## فیلمشناسی

### تهیه‌کننده
- طلاقم بده بخاطر گربه ها به کارگردانی محمدعلی سجادی'[۲]
- برمودا به کارگردانی رهبر قنبری'[۳]'
- دابلند به کارگردانی ابراهیم ابراهیمیان'[۴]'
- پیلوت به کارگردانی ابراهیم ابراهیمیان'[۵]'
- بهتر از نیل آرمسترانگ به کارگردانی علیرضا قاسمی'[۶]'
- سینما شهرقصه به کارگردانی کیوان علیمحمدی'[۷]'
- پوست به کارگردانی بهمن ارک و بهرام ارک'[۸][۹]'
- پروا به کارگردانی مهران مهدویان'[۱۰]'
- یدو به کارگردانی مهدی جعفری'[۱۱]'
- تجربه نفس کشیدن به کارگردانی سیدمهدی موسوی برزکی
- بی مادر به کارگردانی سیدمرتضی فاطمی'[۱۲]'
- درآغوش درخت به کارگردانی بابک خواجه پاشا[۱۳]

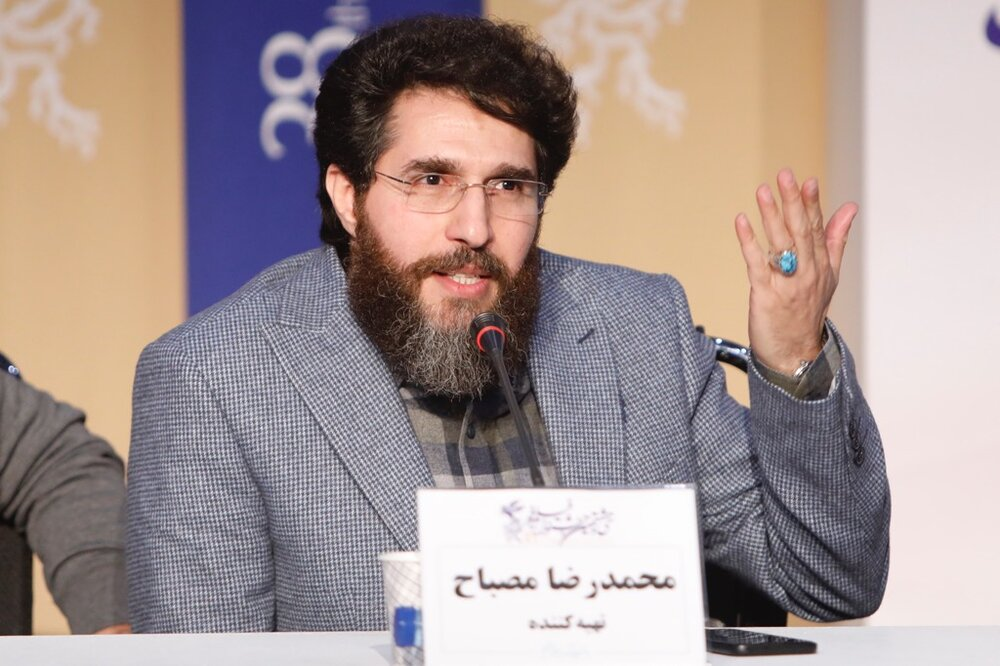
محمدرضا مصباح در نشست خبری فیلم پوست، سی و هشتمین جشنواره فیلم فجر

### کارگردان
- کوچه[۱۴]

### نویسنده
- برمودا به کارگردانی رهبر قنبری[۱۵]

### مجری طرح و سرمایه گذار
- رالی ایرانی به کارگردانی آرش معیریان [۱۶]
- گیلدا به کارگردانی کیوان علی محمدی و امید بنکدار [۱۷]
- نسترن های وحشی به کارگردانی رهبر قنبری [۱۸]

## جوایز و افتخارات
- تندیس بهترین فیلم آسیایی از چهاردهمین جشنواره بین المللی فیلم بنگلور برای فیلم "بی مادر"[۱۹]
- نتدیس بهترین فیلم از بیست و یکمین جشنواره بین المللی فیلم داکا برای فیلم "بی مادر"[۲۰]
- تندیس بهترین فیلم از هفتمين جشنواره بین المللی فیلم كراسينگ اسکرین انگلستان برای "بی مادر"[۲۱]
- نامزد سیمرغ بلورین بهترین فیلم از چهل و یکمین جشنواره فیلم فجر برای فیلم "در آغوش درخت"[۲۲]
- تندیس انار طلایی ویژه هیأت داوران دهمین جشنواره فیلم های ایرانی استرالیا برای  فیلم "سینما شهر قصه"[۲۳]
- تندیس زرین بهترین فیلم از دهمین دوره جایزه سینمایی ققنوس برای فیلم "یدو"
- پروانه زرین بهترین فیلم بخش بین الملل از سی و چهارمین جشنواره فیلم کودک و نوجوان برای فیلم "یدو"[۲۴]
- سیمرغ بلورین بهترین فیلم از سی و نهمین جشنواره فیلم فجر برای فیلم "یدو"[۲۵]
- سیمرغ بلورین بهترین فیلم هنر و تجربه از سی و هشتمین جشنواره فیلم فجر برای فیلم "پوست"
- نامزد سیمرغ بلورین بهترین فیلم کوتاه از سی و هشتمین جشنواره فیلم فجر برای فیلم "کوچه"[۲۶]
- نامزد سیمرغ بلورین بهترین فیلم نگاه نو از سی و هشتمین جشنواره فیلم فجر برای فیلم "پوست"
- تندیس بهترین فیلم ازنگاه تماشاگران سی وششمین جشنواره بین‌المللی فیلم کوتاه تهران برای کارگردانی فیلم "کوچه" [۱۴]
- تندیس بهترین فیلم دانشجویی ششمین دوره جشنواره لاس کروسس آمریکا برای فیلم "بهتر ازنیل آرمسترانگ"[۲۷]
- تندیس بهترین فیلم ازنگاه تماشاگران چهاردهمین دوره‌ جشنواره بیگ واتر آمریکا برای فیلم "بهتر ازنیل آرمسترانگ"[۲۸]